# Костешть (Хунедоара)
Костешть, Костешті (рум. Costești) — село у повіті Хунедоара в Румунії. Входить до складу комуни Орештіоара-де-Сус.
Село розташоване на відстані 269 км на північний захід від Бухареста, 27 км на південний схід від Деви, 124 км на південь від Клуж-Напоки.

## Населення
За даними перепису населення 2002 року у селі проживали 492 особи. Усі жителі села рідною мовою назвали румунську.
Національний склад населення села:
| Національність | Кількість осіб | Відсоток |
| -------------- | -------------- | -------- |
| румуни         | 484            | 98,4%    |
| цигани         | 7              | 1,4%     |